# Stadhuis van 's-Hertogenbosch
Het stadhuis in 's-Hertogenbosch staat aan de Markt in de binnenstad van de Noord-Brabantse hoofdstad.

## Geschiedenis
De architect van het stadhuis was Jan Derkennis, die ook betrokken was bij de bouw van de Sint-Janskathedraal. Het gebouw dateert uit de tweede helft van de 14e eeuw. Vanaf 1366 zetelde het stadsbestuur van 's-Hertogenbosch op deze plek aan de Bossche Markt. Het stadhuis werd indertijd door het bestuur aangekocht. In 1372 werd de stadsklok opgehangen. Men neemt aan, dat de ophanging van deze klok de afronding van de bouw betekende. In 1463 werd een groot deel van het stadhuis door brand verwoest, waarna het verbouwd moest worden. In 1481 werd ook een pand aan de linkerzijde van het stadhuis aangekocht dat werd voorzien van een schermgevel en arkeltorentjes. De verbouwing van het stadhuis was omstreeks 1530 voltooid en hierbij was het geheel onder meer voorzien van een bordes en de Kruisgewelven van de raadskelders.
In 1599 werd een pand aan de rechterzijde van het stadhuis aangekocht en deze werd voorzien van een bijpassende voorgevel. Eerder die eeuw was in 1563 een griffiehuis gebouwd op het achtererf van het pand. Na het Beleg van 's-Hertogenbosch in 1629 werd de Spaansgezinde stad bezet door troepen van de protestantse Republiek der Zeven Verenigde Nederlanden. Het stadhuis kreeg hierna een nieuw uiterlijk dat de macht van het gewest Holland, de belangrijkste kracht binnen de Republiek, moest uitstralen. In 1670 onderging het stadhuis een grote verbouwing en hierbij werd het voorzien van de huidige classicistische voorgevel. Deze was naar ontwerp van Pieter van der Minne en kende enkele toevoegingen van Peter van Gogh. Bij de verbouwing van 1670 was het casco van het middelste gebouw bewaard gebleven en daardoor is de driedeling van het gebouw uit de late middeleeuwen bewaard gebleven. Jacobus Roman was in 1691 verantwoordelijk voor het ontwerp van de galerij tussen het stadhuis en het griffiehuis.
In het kleine torentje hangt sinds 1657 een klein klokkenspel van de gebroeders Hemony, gegoten in Zutphen in 1649. Door Eijsbouts in Asten tot drie octaven uitgebreid in 1951.

## Galerij

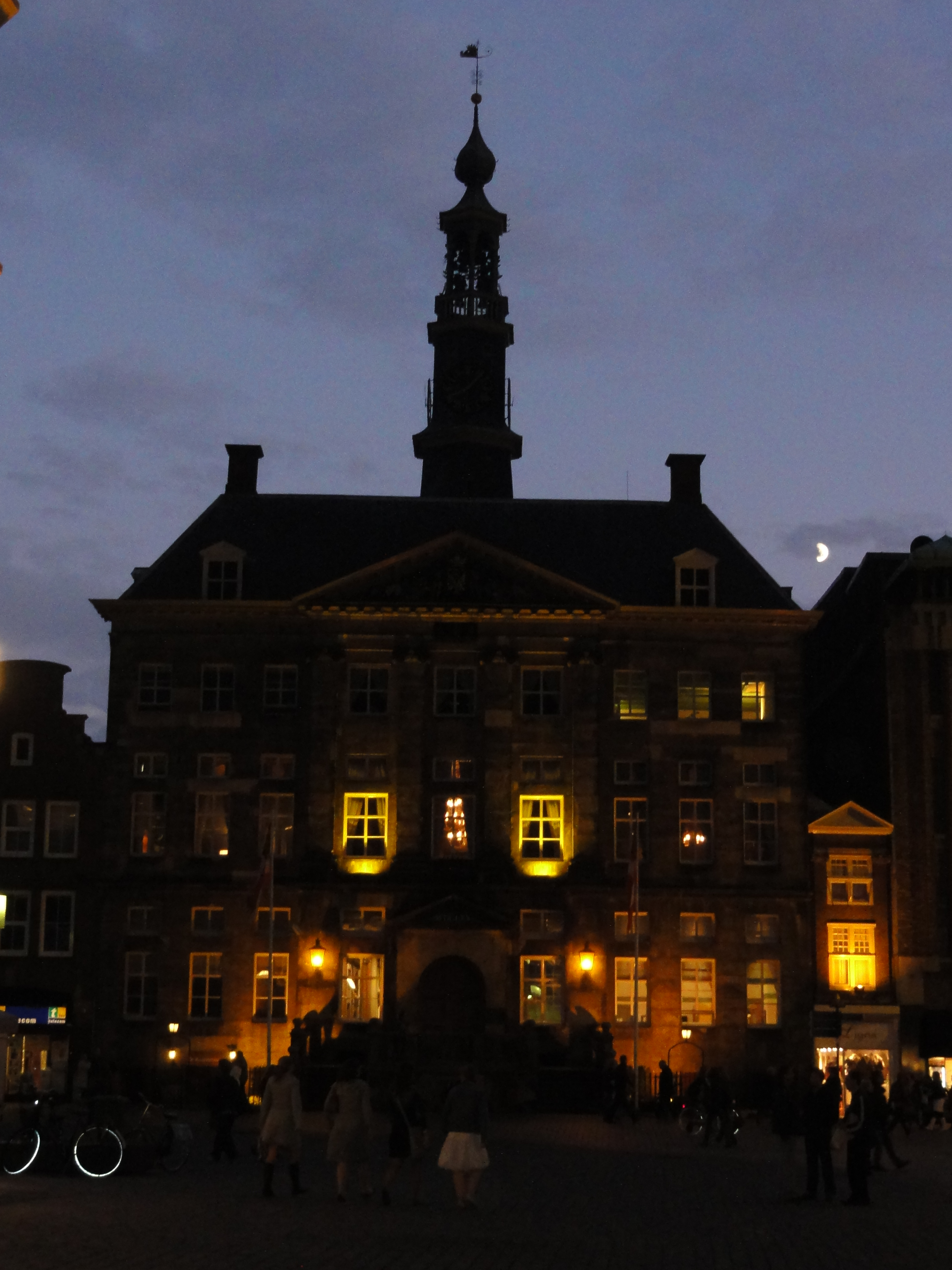
Het stadhuis in de avond
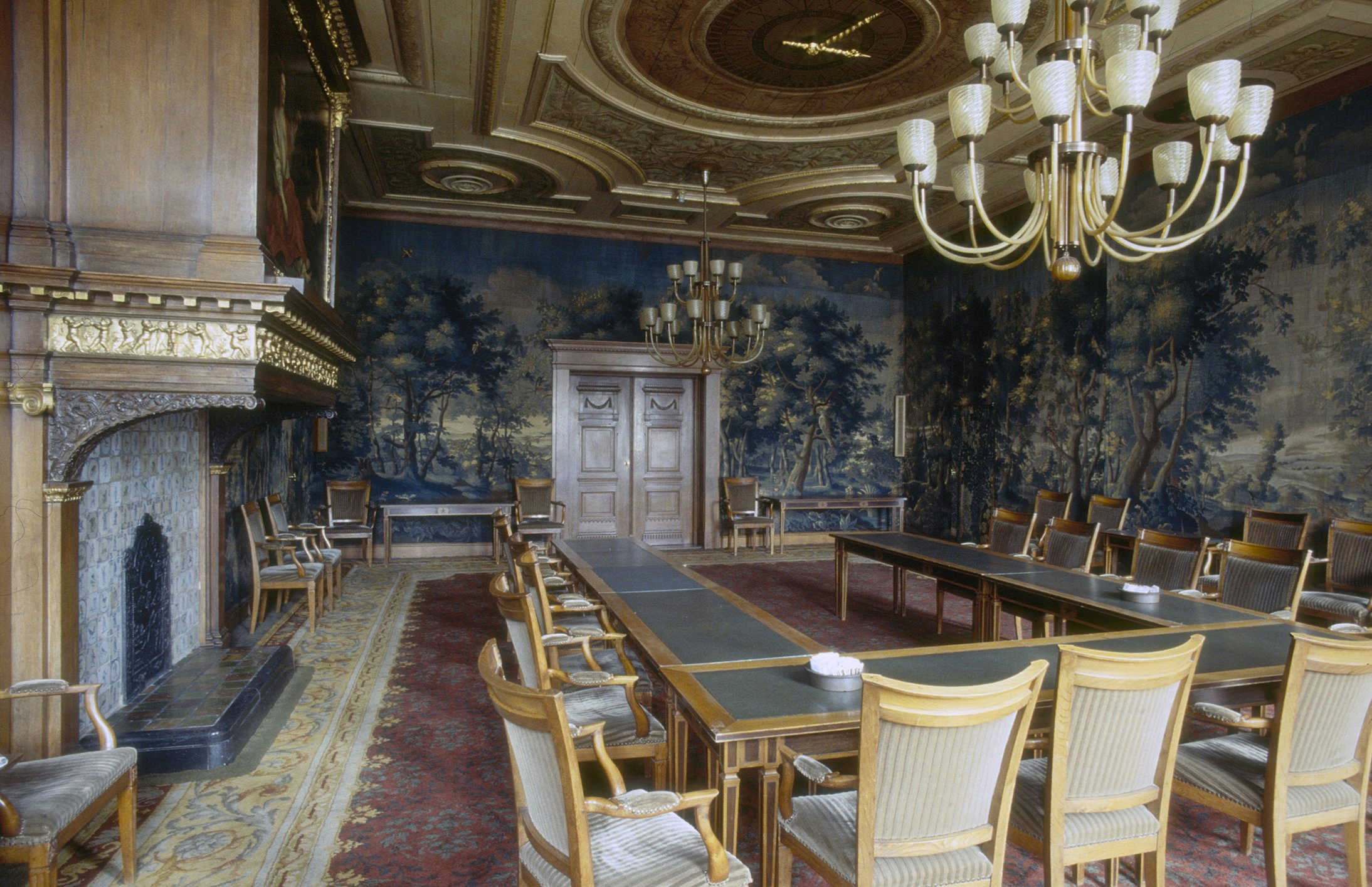
Het interieur van de raadzaal met gobelin
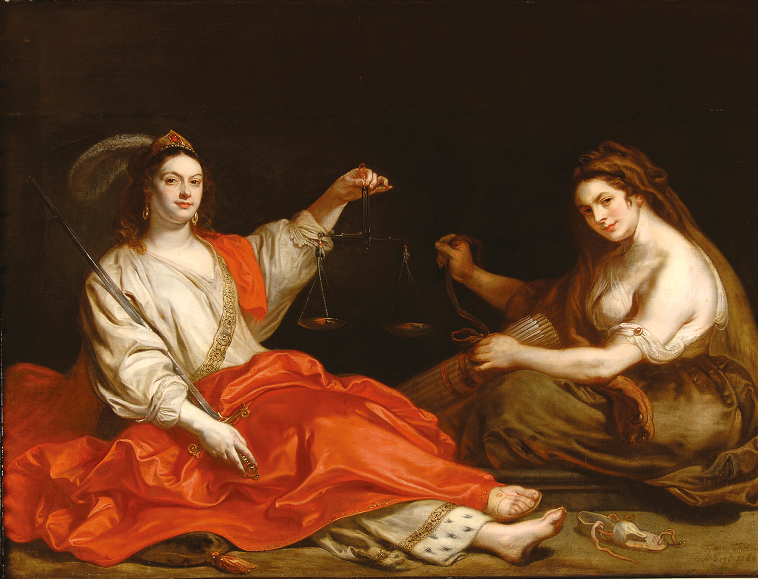
Justitia en Concordia, geschilderd door Theodoor van Thulden.
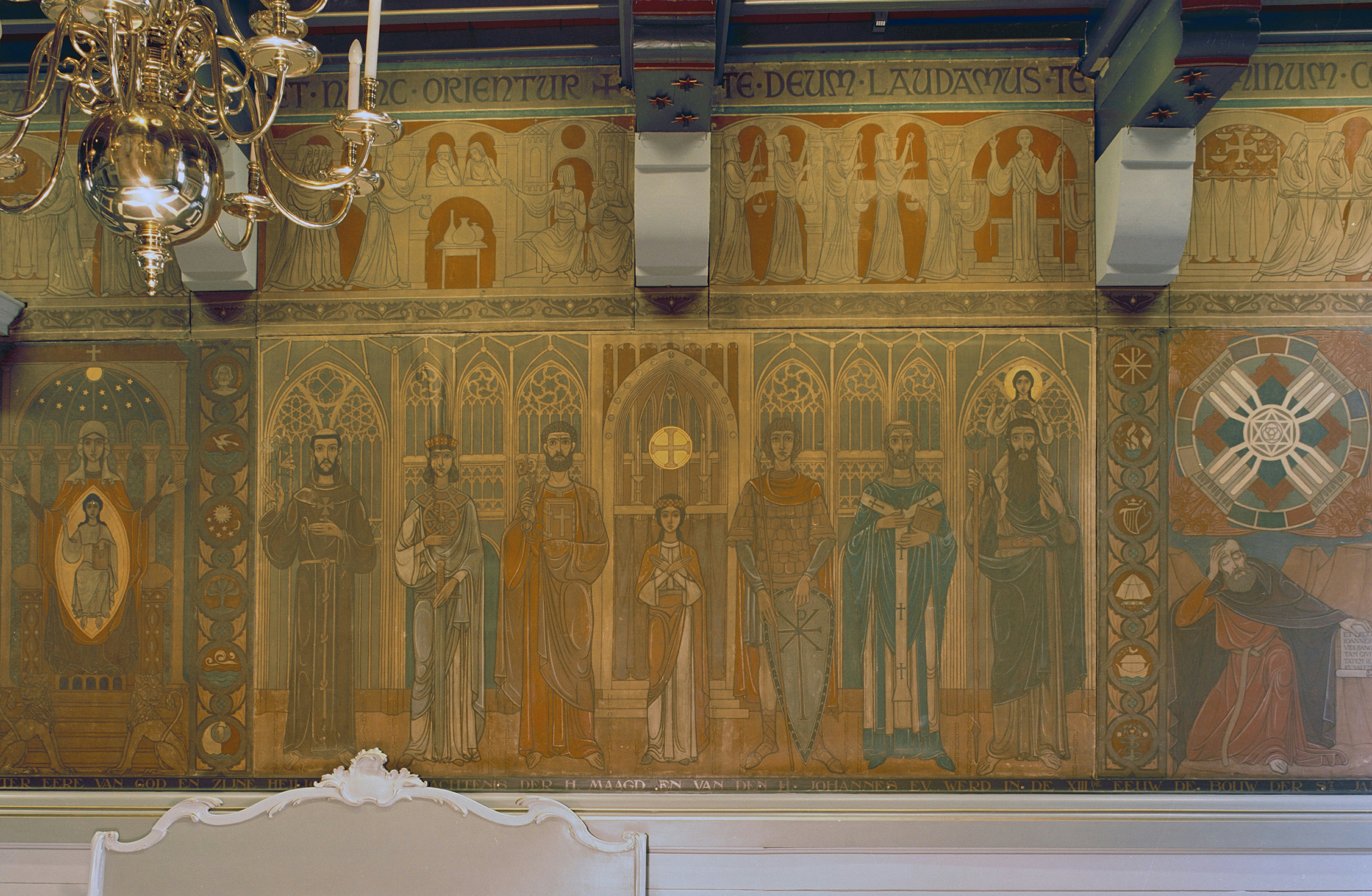
Muurschilderingen van de hand van Antoon Derkinderen